# کریستی لای
کیرستی لای (انگلیسی: Kirsti Lay؛ زادهٔ ۷ آوریل ۱۹۸۸) دوچرخه‌سوار اهل کانادا است.
وی در مسابقات کشوری و بین‌المللی در مجموع برندهٔ ۱ مدال طلا، ۲ مدال نقره، ۲ مدال برنز شده‌است.